# 大衛·康利夫

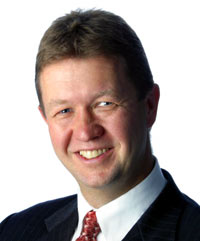

大衛·康利夫（David Richard Cunliffe，1963年4月30日—）是紐西蘭的一位政治家，所屬政黨是紐西蘭工黨。在工黨政權時期，康利夫曾經擔任衛生部長和通訊部長。他曾經在2013年擔任紐西蘭工黨的黨魁，但在2014年辭職。2017年卸任議員及退出政壇。